# August Schäfer (Politiker)
August Schäfer (* 16. September 1890 in Morschheim; † 22. April 1977 in Ludwigshafen am Rhein) war ein deutscher Politiker (SPD).
Schäfer war ab 1918 als Lehrer in Ludwigshafen-Friesenheim tätig. Von 1945 bis 1955 war er Stadtschulrat in Ludwigshafen am Rhein. 1946 wurde er Mitglied der Beratenden Landesversammlung im neugebildeten Bundesland Rheinland-Pfalz und von 1949 bis 1955 sowie nochmals von 1957 bis 1959 war er Abgeordneter im rheinland-pfälzischen Landtag.